# Franco Marini
Franco Marini (9 d'abril de 1933 – 9 de febrer de 2021) va ser un polític italià i un membre prominent del Partit Democràtic, de centre-esquerre. De 2006 a 2008 va ser el president del Senat d'Itàlia.

## Biografia
Marini va néixer a San Pio delle Camere, a la Província de L'Aquila (Abruzzo). Llicenciat en dret i sindicalista, Marini va afiliar-se al partit de la Democràcia cristiana el 1950 i va ser elegit dirigent de la Confederació Italiana de Sindicats de Treballadors (CISL) el 1985. Va deixar la CISL el 1991 per tal de convertir-se en el Ministre de Treball en el govern de Giulio Andreotti.
Candidat en les Eleccions legislatives italianes de 1992 per la Democràcia cristiana, va ser el candidat més votat en el país pel encapçalar un partit italià durant un temps. El 1997 Marini va ser el dirigent del Partit Popular Italià, hereu de la dissolta Democràcia cristiana, però va deixar el càrrec el 1999 a causa dels pobres resultats electorals del partit en les eleccions europees de 1999. Després que el Partit Popular Italià s'integrés a la La Margherita, es va convertir en el secretari d'organització pel partit acabat de fundar.
El 29 d'abril de 2006, després de la victòria de la Unió del centre-esquerra en les eleccions generals, Franco Marini va ser elegit President del Senat italià després de tres votacions; va derrotar Giulio Andreotti, el candidat de la Casa de les Llibertats i company de partit durant els temps de la Democràcia cristiana, per 165 vots a 156, i va succeir Marcello Pera.
El 30 de gener de 2008, el president Giorgio Napolitano va convocar Marini al Quirinal després després d'haver-se reunit amb els diferents partits polítics després del vot de censura rebut pel Segon Govern Prodi i la crisi política que va provocar. Va demanar a Marini que intentés formar un govern provisional, que treballaria per reformar les lleis electorals abans de noves eleccions. Marini va decidir que la seva tasca era impossible el 4 de febrer, després de reunir-se amb els líders de la dreta Silvio Berlusconi i Gianfranco Fini, perquè "no s'ha pogut trobar una majoria significativa en una reforma electoral precisa". Per tant, Napolitano va dissoldre el Parlament i es van convocar eleccions anticipades l'abril de 2008. Marini va ser reelegit al Senat en aquelles eleccions.
Senador pel Partit Democràtic, Franco Marini no va ser re-elegits en les febrer 2013 elecció general; el seu lloc com a Senador va expirar el 15 de març de 2013.

## Candidat a la presidència d'Itàlia
El 17 d'abril de 2013, el Partit Demòcrata (centre-esquerra), el Poble de la Llibertat (centre dreta) i Elecció Cívica (centre) van designar Franco Marini com a candidat a les Eleccions presidencials italianes del 2013. No va aconseguir la majoria necessària de dos terços en la primera ronda de votacions.
Va morir dins 2021 a l'edat de 87, una víctima de COVID-19 durant la pandèmia del COVID-19 a Itàlia.